# Wschowa
Wschowa (niem. Fraustadt) – miasto w województwie lubuskim, siedziba powiatu wschowskiego i gminy miejsko-wiejskiej Wschowa. W latach 1975–1998 miasto administracyjnie należało do województwa leszczyńskiego.
Według danych GUS z 31 grudnia 2019 r. Wschowa liczyła 13 851 mieszkańców.
Wschowa leży w historycznej Wielkopolsce, w dawnej ziemi wschowskiej, której była stolicą. Za panowania Konrada I głogowskiego oraz w latach 1290–1343 należała do księstwa głogowskiego, w związku z czym stanowiła część Dolnego Śląska. W 1343 Wschowa została przyłączona z powrotem do Wielkopolski wraz z resztą ziemi wschowskiej przez Kazimierza Wielkiego.

## Osiedla
- Stare Miasto
- Osiedle Jagiellonów
- Osiedle Janusza Korczaka
- Osiedle Zwycięstwa
- Osiedle Nowe Ogrody
- Osiedle Przylesie
- Osiedle Zielony Rynek (Boczna)
- Osiedle Zacisze (Europejskie, Unii Europejskiej)

## Demografia
Atlas historyczny Polski. Mapy szczegółowe XVI w. Wydanie zbiorcze serii, s. 1717-1718 podaje, że pod koniec XVI wieku Wschowę zamieszkiwało prawdopodobnie minimum 2200 osób (rejestry poborowe z II połowy XVI w. podają liczbę 370 rzemieślników i 64 wiatraków); podymne województwa poznańskiego z 1631 r. wymienia 675 domów i w zależności od przelicznika można szacować ludność Wschowy na przełomie XVI i XVII wieku na 4050-6070 osób, przy czym najczęściej przyjmowana jest wersja, że ludność Wschowy nie przekraczała 5 tysięcy mieszkańców. 

Dane z 30 czerwca 2008:
| Opis                           | Ogółem | Ogółem | Kobiety | Kobiety | Mężczyźni | Mężczyźni |
| ------------------------------ | ------ | ------ | ------- | ------- | --------- | --------- |
| jednostka                      | osób   | %      | osób    | %       | osób      | %         |
| populacja                      | 14 400 | 100    | 7488    | 52      | 6912      | 48        |
| gęstość zaludnienia (osób/km²) | 1716   | 1716   | 892     | 892     | 824       | 824       |

31 grudnia 2010 miasto liczyło 14 357 mieszkańców.

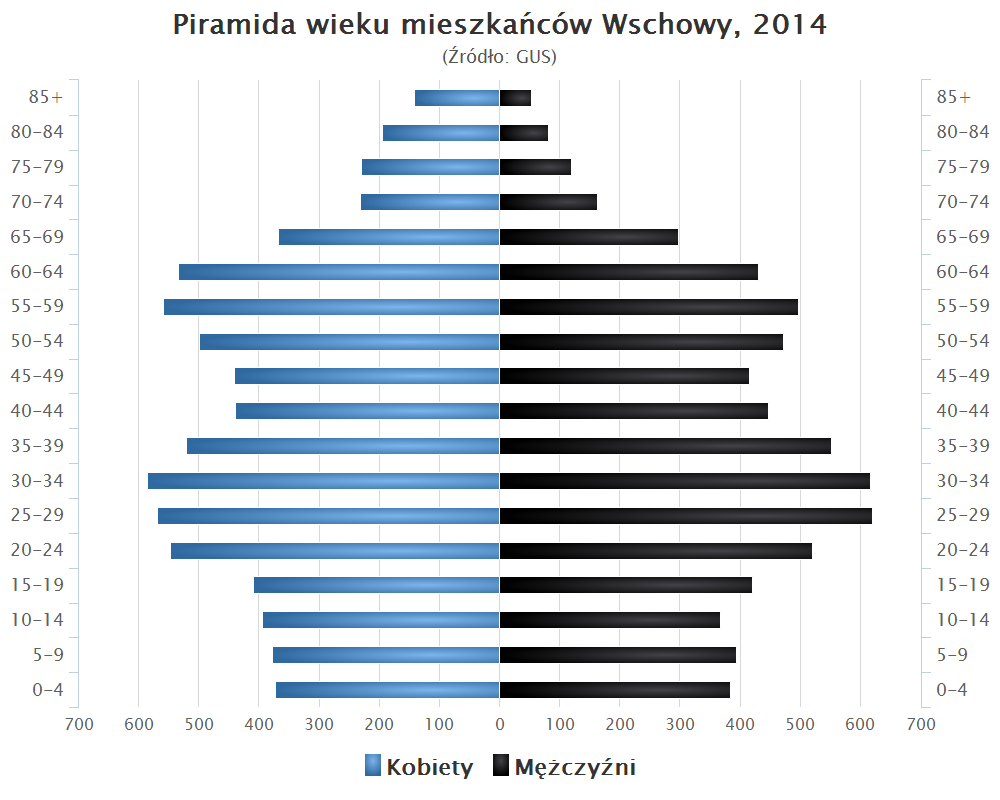
Piramida wieku mieszkańców Wschowy w 2014 roku

## Nazwa

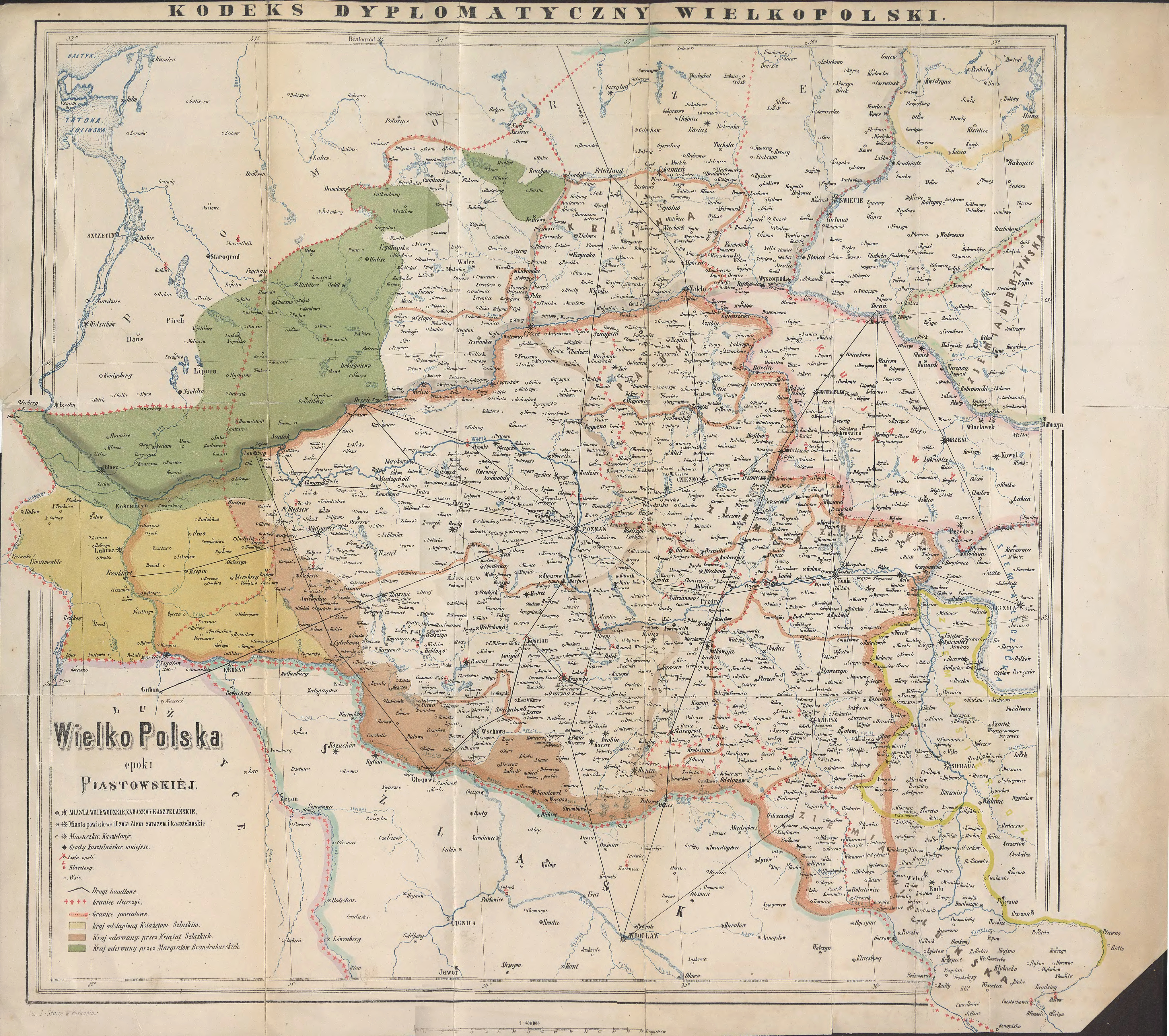
Wschowa na historycznej mapie Wielkopolski sporządzonej w 1888 roku według danych zaczerpniętych z Kodeksu dyplomatycznego

Polska nazwa miasta jest interpretowana dwojako. Jest hipoteza, jakoby była związana z czasownikiem schować, które w staropolskim występuje w formie wschować. Nazwa miasta mogłaby wskazać miejsce, w którym można się schronić. Opowiedziano się też za wersją, że pochodzi od dzierżawczej nazwy Wieszów, która wywodzi się od nazwy osobowej Wiesz będącej skróceniem imienia Wielisław. Wskazuje na to najstarsza pisownia miasta brzmiąca Veschov. Miejscowością o podobnej nazwie jest w Polsce Wieszowa.
W księdze łacińskiej Liber fundationis episcopatus Vratislaviensis (pol. Księga uposażeń biskupstwa wrocławskiego) spisanej za czasów biskupa Henryka z Wierzbna w latach 1295–1305 miejscowość wymieniona jest w zlatynizownej formie Weschowam. W roku 1613 śląski regionalista i historyk Mikołaj Henel z Prudnika wymienił miejscowość w swoim dziele o geografii Śląska pt. Silesiographia podając jej łacińskie nazwy: Fraustadium, Vuchonensium.
Nazwa niemiecka Fraustadt – po raz pierwszy notowana w 1290 roku w zapisie Frovenstat w dokumencie księcia Henryka głogowskiego potwierdzającym prawa miasta do 15 łanów we wsi Przyczyna – odwołuje się do Matki Bożej, którą otaczano w mieście kultem, co objawiało się na pieczęci miejskiej wyobrażającej tronującą Marię z Dzieciątkiem. Obecna nazwa została oficjalnie ustalona 7 maja 1946.

## Historia

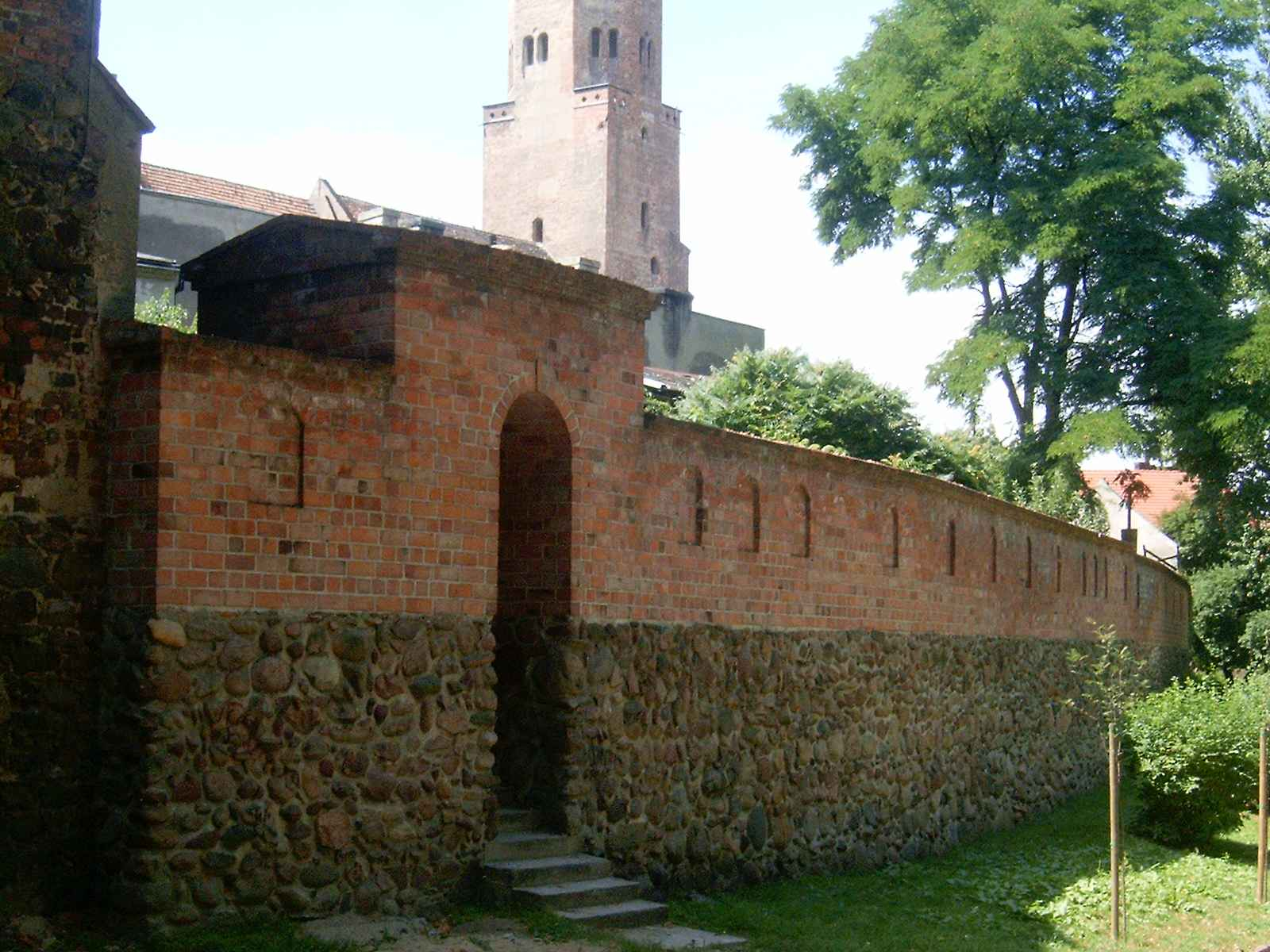
Mury obronne, XV i XVI w.

Miejscowość znajdowała się na pograniczu Wielkopolski i Śląska. Pierwotnie wchodziła w skład Wielkopolski, ale w połowie średniowiecza w wyniku wojen dzielnicowych została podbita oraz włączona w granice Śląska przez książąt śląskich.
Prawa miejskie Wschowa uzyskała w XIII wieku. Położenie miasta na szlakach handlowych z Poznania do Głogowa oraz Czech spowodowało jego szybki rozwój w tamtym okresie. Również od XIII w. miasto posiadało prawo mennicze, nadane przez ks. Jana ścinawskiego i potwierdzone później przez Kazimierza Wielkiego.
10 marca roku 1296 książęta, kujawski Władysław Łokietek i głogowski Henryk III zawarli ugodę pod Krzywiniem o podziale Wielkopolski i uzgodnieniu granicy, a Wschowa oficjalnie stała się częścią Księstwa głogowskiego, według postanowień traktatowych Henryk III obejmował wszystkie ziemie na południe od rzeki Obry plus Kasztelanie: zbąszyńską i wschowską. Dla wzmocnienia umowy zdecydowano, że Władysław I Łokietek adoptował syna Henryka III – Henryka IV Wiernego i czynił go następcą w poznańskiem.

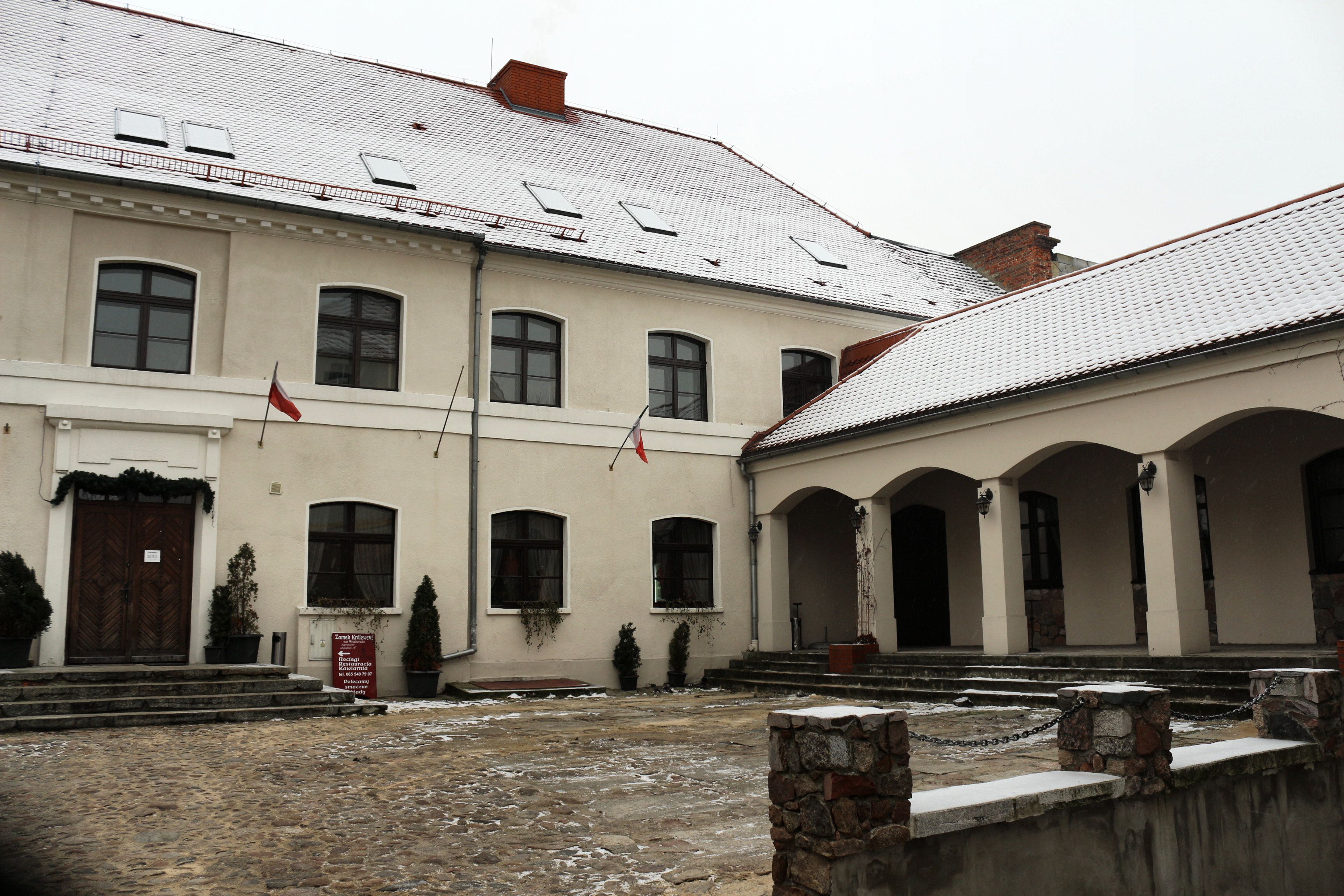
Zamek starościński z XIV wieku, obecnie hotel i restauracja Zamek królewski

W 1343 roku król Kazimierz III Wielki przyłączył ponownie miasto do Polski, aby w latach 1345 i 1349 obdarzyć je przywilejami miasta królewskiego. W 1365 zawarł tu małżeństwo z ks. Jadwigą żagańską, na pamiątkę czego pozostawił w mieście relikwie św. Stanisława, który został drugim patronem miasta po NMP. W kolejnych latach miasto odwiedzali tacy monarchowie, jak Władysław Jagiełło, Kazimierz IV Jagiellończyk, Zygmunt I Stary, August II (siedmiokrotnie) i August III. Miasto było znanym ośrodkiem sukiennictwa, działały też liczne warsztaty złotnicze, garncarskie, szewskie i konwisarskie, ogółem w mieście funkcjonowało 50 cechów. W czasie wojny trzynastoletniej Wschowa wystawiła w 1458 roku 20 pieszych na odsiecz oblężonej polskiej załogi Zamku w Malborku. Wschowę uważano za jedno z siedmiu najbogatszych miast Królestwa Polskiego, a w końcu XVI wieku - po Poznaniu - była najważniejszym miastem wielkopolskim. Wschowska księga grodzka z lat 1495-1526 opublikowana została na stronie Atlas Fontium.
Wschowa jako siedziba osobnej ziemi (powiatu), stała się również siedzibą sądów szlacheckich: ziemskiego i grodzkiego, które przetrwały do rozbiorów. Miejsce obrad sejmików elekcyjnych ziemi wschowskiej od XVI wieku do pierwszej połowy XVIII wieku. Na podstawie wydanego w roku 1404 prawa w mieście powstała mennica działająca do ok. 1655–59. W 1512 r. we Wschowie miał odbyć się zjazd z udziałem przedstawicieli Polski, Czech, Saksonii, Księstwa Zachodniopomorskiego i dużych polskich miast, takich jak Kraków, Poznań i Gdańsk, w sprawie trwającego konfliktu handlowego z Wrocławiem. W wiekach XVI i XVII miasto było ośrodkiem luteranizmu. XVII wiek to okres dalszego rozwoju miasta, wówczas Włoch Niccolò Bacaralli założył tu pierwszą w Polsce manufakturę farbiarską sukna na Przedmieściu Głogowskim.
W 1633 starosta Hieronim Radomicki zbudował poza obrębem murów miejskich „Nowe Miasto”, które w 1642 otrzymało miejskie prawo magdeburskie, posiadało także samodzielny ratusz, samorząd, szpital i szkołę. 13 lutego 1706 pod Wschową, między wsiami Dębowa Łęka i Osowa Sień, w czasie III wojny północnej, odbyła się bitwa między siłami szwedzkimi a armiami Saksonii i Rosji, w której Szwedzi odnieśli zdecydowane zwycięstwo. W XVIII wieku często rezydowali tu królowie August II i August III, a także obradował senat. W tym czasie Wschowa pełniła rolę drugiej, „nieoficjalnej stolicy Polski”.
Wschowa uzyskała prawo składu w 1676 roku.
10 lipca 1737 roku we Wschowie zawarty został konkordat ze Stolicą Apostolską. W 1779 we Wschowie stacjonował 6 Regiment Pieszy Łanowy armii koronnej.

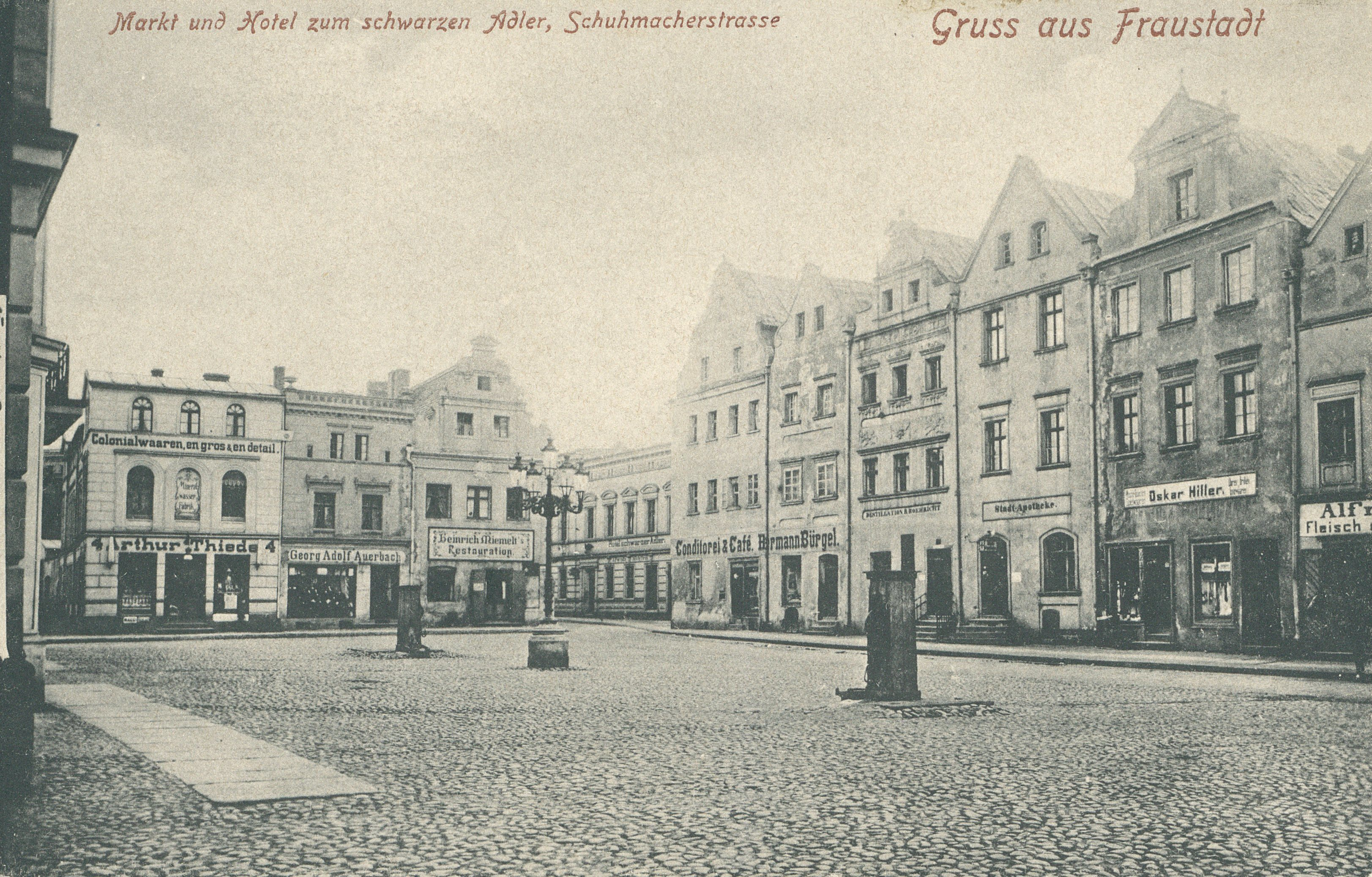
Rynek przed 1945

W 1793 r. w wyniku II rozbioru Polski Wschowa została wcielona do Królestwa Prus i przyłączona do Śląska tworząc Powiat Fraustadt W okresie 1807–1815 należała do Księstwa Warszawskiego, a następnie znów do Prus. Pod zaborem pruskim wybudowano drogi i linię kolejową. W 1881 r. rozpoczęła pracę niedziałająca już cukrownia. W 1905 r. w mieście mieszkały 7452 osoby, w tym 86,2% Niemców, 10,1% Polaków i 2,5% Żydów. Ewangelicy stanowili 53,3% ludności, zaś katolicy – 43%.
Mimo pewnych przygotowań Wschowa nie została objęta działaniami Powstania Wielkopolskiego. Ze względu na przewagę ludności niemieckiej w mieście, po I wojnie światowej pozostało ono w granicach Niemiec jako granicząca z Rzecząpospolitą i prowincją dolnośląską eksklawa Marchii Granicznej Poznań-Prusy Zachodnie (Grenzmark Posen-Westpreußen). W roku 1938 Wschowa została włączona do prowincji śląskiej. W czasie kampanii wrześniowej 1939 r. pod Wschowę dotarły oddziały Wojska Polskiego, które ostrzelały miasto (wypad na Wschowę).
Wschowa została zdobyta przez Armię Czerwoną w nocy z 31 stycznia na 1 lutego 1945. Wkrótce, po 152 latach przerwy, miasto ponownie weszło w skład państwa polskiego, a niemieccy mieszkańcy miasta zostali wysiedleni za Odrę. Na ich miejsce przybyli polscy osadnicy, wśród których zdecydowanie najliczniejszą grupę stanowili ekspatrianci z Kresów Wschodnich.
W latach 1945–1954 siedziba wiejskich gmin Wschowa-Południe i Wschowa-Północ. W latach 1999–2001 miasto znajdowało się w powiecie nowosolskim.
4 września 2020 dekretem Stolicy Apostolskiej Matka Boża Pocieszenia ze Wschowy została ogłoszona Patronką miasta Wschowa.

## Zabytki

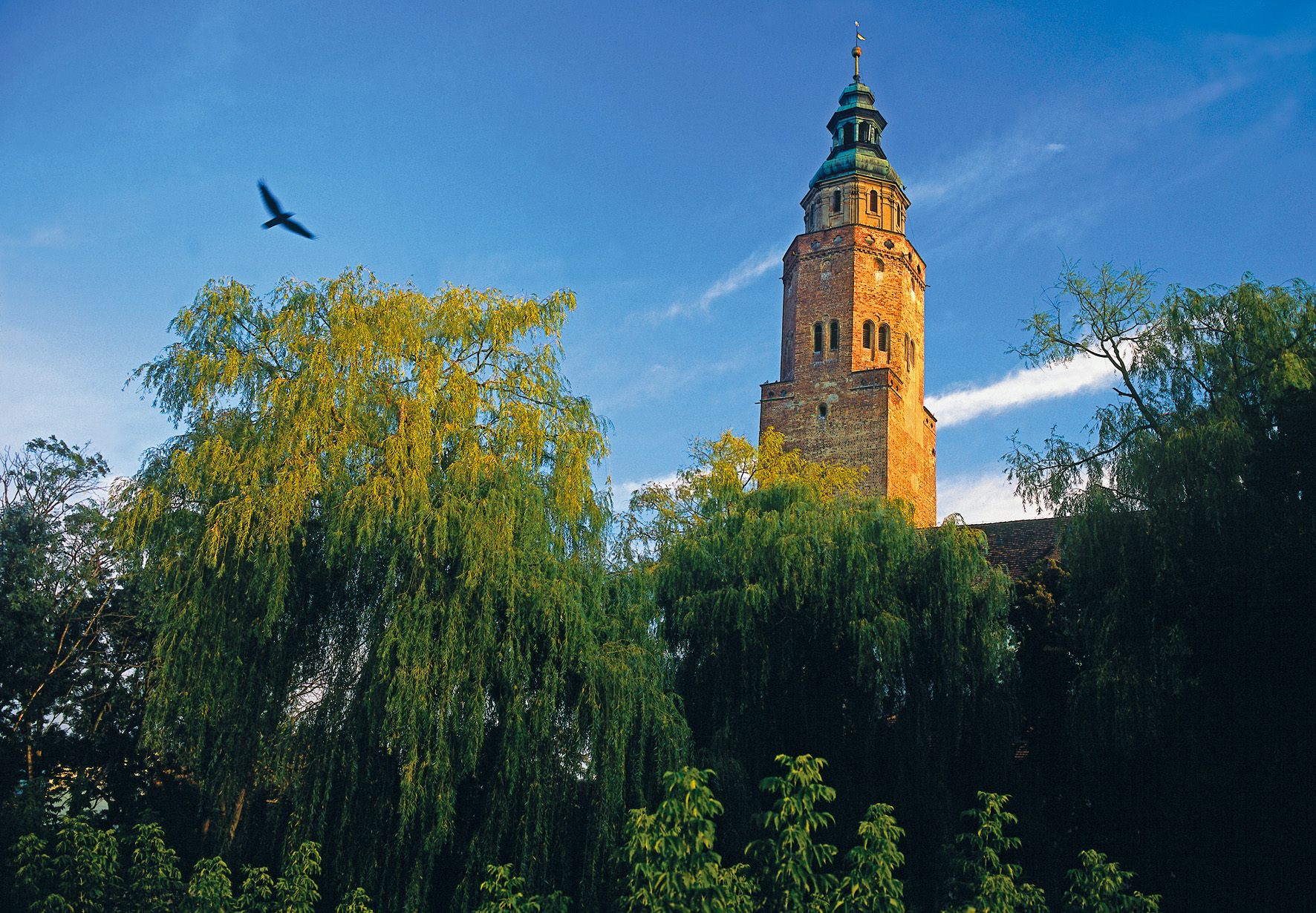
Gotycki kościół farny pod wezwaniem św. Stanisława Biskupa i Męczennika

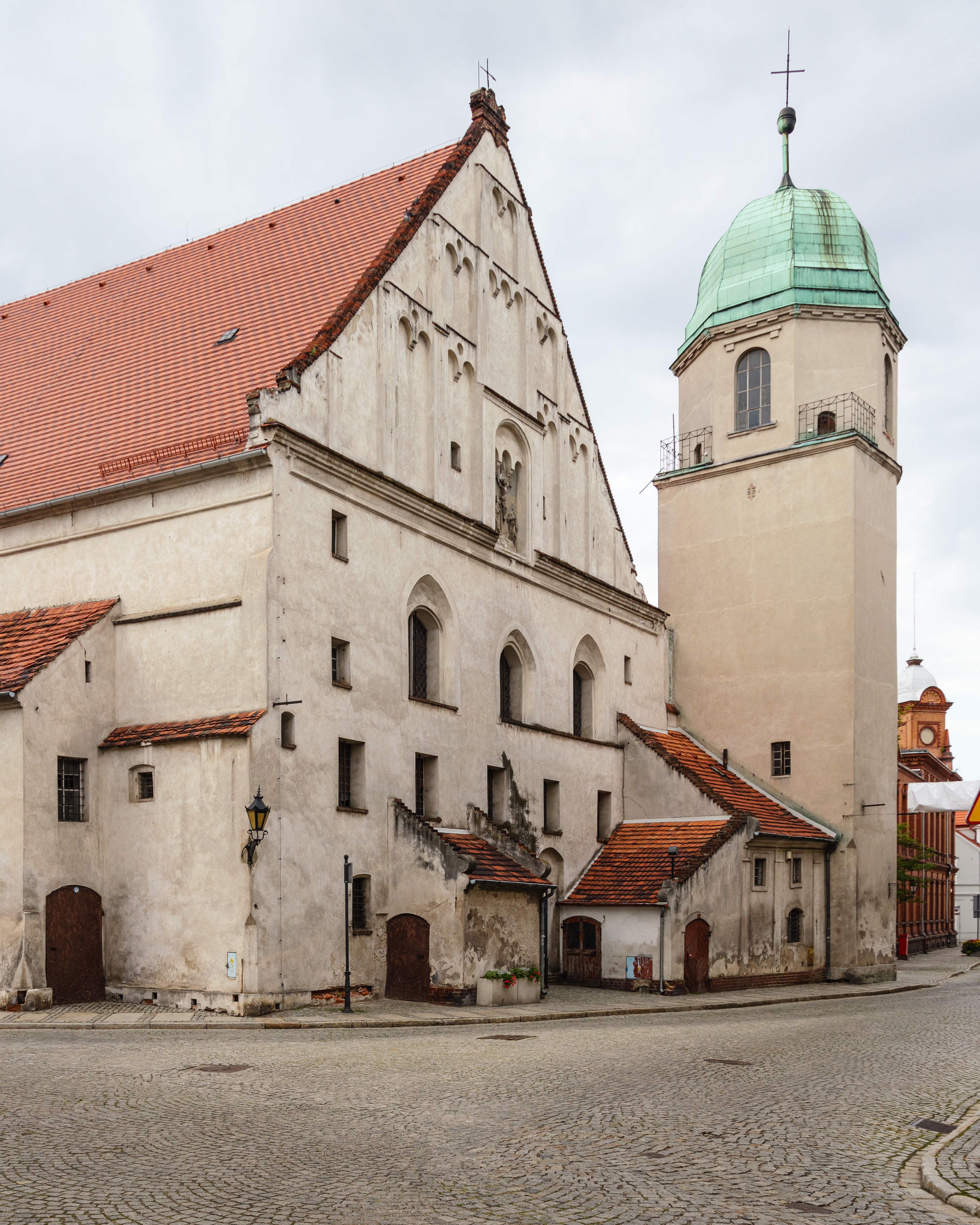
Kościół ewangelicki Żłóbka Chrystusa

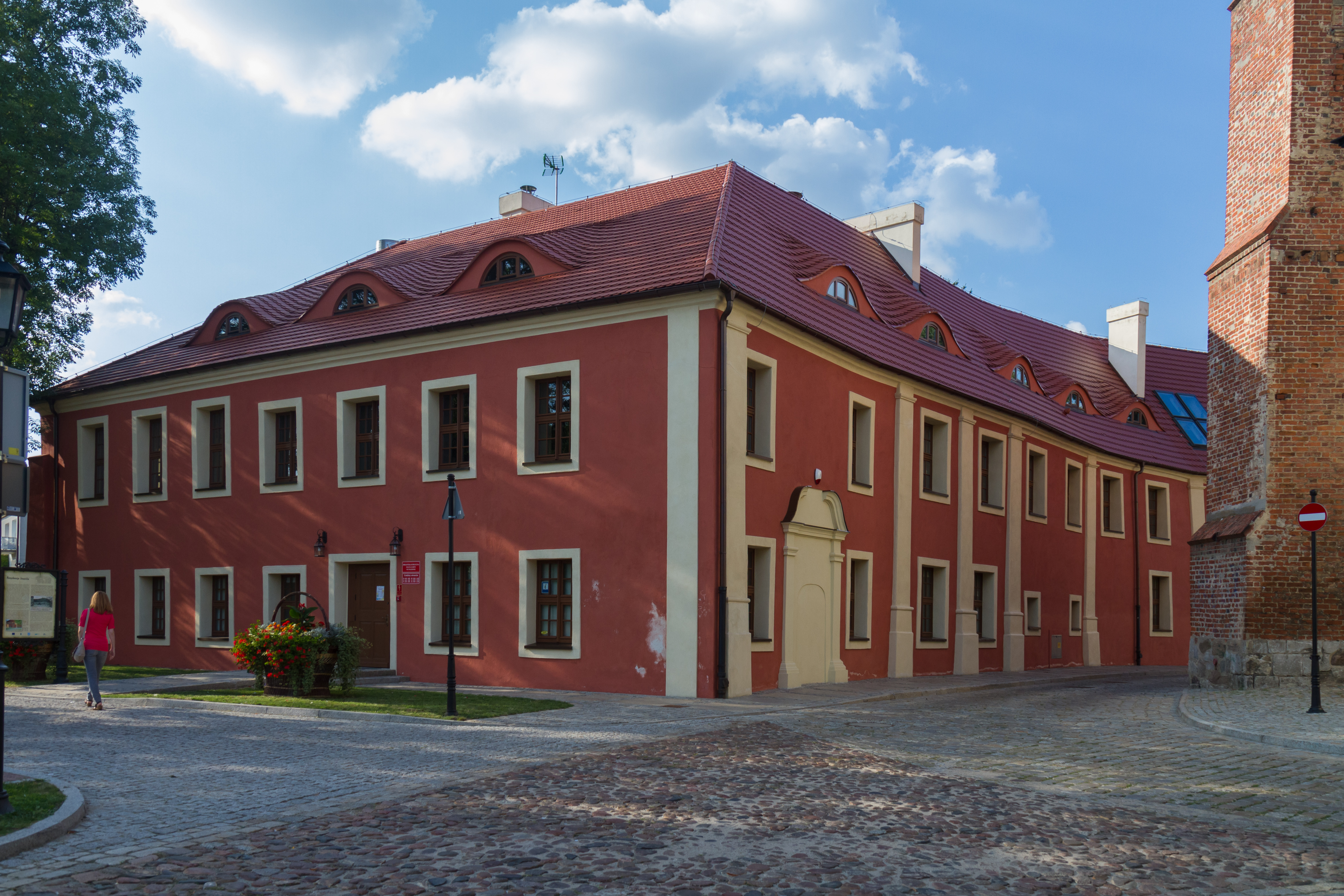
Dawne kolegium jezuickie, obecnie muzeum i biblioteka

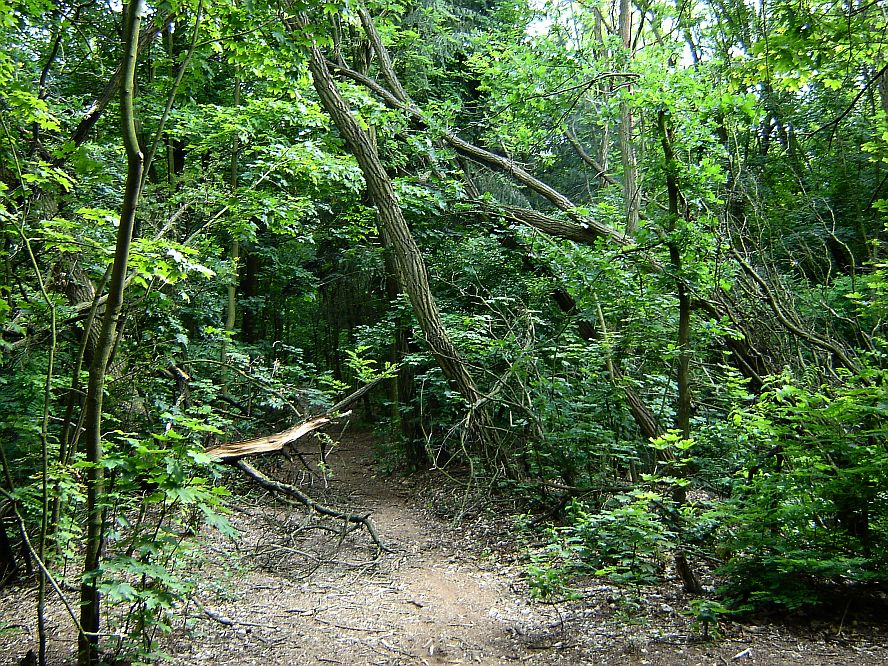
Miejski Park Naturalistyczny

Do wojewódzkiego rejestru zabytków wpisane są:
- miasto Wschowa
- kościół farny – parafialny pod wezwaniem św. Stanisława św. Stanisława Biskupa Męczennika i Wniebowzięcia NMP, gotycki z XIV wieku, przebudowany w XVI wieku, XVIII wieku
- plebania kościoła parafialnego, pl. Farny 2, z początku XIX wieku
- zespół klasztorny franciszkanów, z XVII wieku, potem wielokrotnie przebudowywany, np. w XIX wieku:
  - kościół pod wezwaniem św. Józefa, z 1639 roku, XVIII wieku
  - klasztor, z 1629 roku, 1730 roku, XIX wieku
  - kaplica pod wezwaniem Świętego Krzyża, z XVIII wieku
- kościół ewangelicki, obecnie rzymskokatolicki filialny pod wezwaniem Świętej Trójcy, pl. Kosynierów, z XIX wieku
- kościół ewangelicki Żłóbka Chrystusa – Kripplein Christi, z XVII–XVIII wieku; powstały w 1604 roku z połączonych dwóch gotyckich budynków mieszkalnych, po pożarze odbudowany w 1647 r. z wieżą przy Bramie Polskiej i murach obronnych; obecnie opuszczony. Przylegająca baszta pełni funkcję wystawienniczą
- rezydencja jezuicka (dawne kolegium), pl. Farny 3, z 1727 roku, powstała z połączenia budynku winiarni i dawnej mennicy. Odbudowana po pożarze w roku 2006, obecnie muzeum i biblioteka
- mury obronne, pozostałości, z początku z XV i XVI wieku
- ratusz, z połowy XVI wieku, przebudowany w 1860 roku
- fontanna miejska: rzeźba kobiety w ośmiobocznym zbiorniku wodnym, w koronie na głowie i długiej szacie, z kartuszem z napisem łacińskim Męstwo rozkwita wobec nadziei, personifikacja niemieckiej nazwy miasta (Fraustadt = Miasto Pani) wystawiona z okazji pobytu w mieście króla Augusta III
- cmentarz ewangelicki, obecnie mieszczący Lapidarium Rzeźby Nagrobnej, ul. Spokojna – Solna – Polna, założony w 1609 roku, XIX wieku: ogrodzenie z krużgankiem i bramami, z XVII wieku, XIX wieku; kaplice grobowe rodzin: Teschner z XVIII wieku, Lauterbach z XIX wieku, Hoffmann z XIX wieku, Steiner z XIX wieku; kostnica z 1819 roku. To pierwsza w Polsce nekropolia ewangelicka poza murami miasta[42]
- aleja lipowa, ul. Lipowa
- domy, ul. Bema 11, 15, 17, z połowy XIX wieku, nie istnieją
- dom „Pod Murzynkiem”, ul. Bohaterów Westerplatte 5, z połowy XIX wieku
- domy, ul. Bohaterów Westerplatte 6, 7, 8, 9, 10, 11, 12, 14 nie istnieje, 15, z połowy XIX wieku
- domy, ul. Daszyńskiego 3, 7, 9, 11, 13, 15, 17, 27, z połowy XIX wieku
- dom, pl. Farny 1, z XVII/XVIII wieku
- dom, ul. Głogowska 11, z 1799 roku; dawny pałac rodu von Schlichting, obecnie szkoła muzyczna
- domy w zespole cukrowni, z XIX wieku/XX wieku, ul. Kazimierza Wielkiego: willa właściciela nr 21, dom dyrektora nr 25, magazyn nr 23
- dom, ul. Kilińskiego 2, z połowy XVII wieku, nr 8, z 1890 roku
- dom, ul. Kopernika 2, z połowy XIX wieku
- dom, ul. Kościelna 1, z XVIII wieku/XIX wieku
- dom, ul. Kościuszki 3, z XVII–XVIII wieku
- dom, ul. Łazienna 4, szachulcowy, z XVII/XVIII wieku
- domy, ul. ks. Kostki 2, 3, 4, 6, 5, 7, 8, 9, 14, 20, 22, z połowy XIX wieku
- domy, ul. Niepodległości 5, 7, 9, 11, 13, 15, 17, 19, 21, z XIX wieku
- dom, obecnie ZUS, ul. Pocztowa 3, z początku XIX wieku
- dom, ul. Pocztowa 4/6, z połowy XIX wieku
- dawna szkoła ewangelicka, ul. Powstańców Wielkopolskich 16, z połowy XIX wieku
- domy, ul. Ratuszowa 1, 2, 10, XVII, z połowy XIX wieku
- domy, Rynek 1, 2, 3, 4, 5, 6, 8, 9, 10, 11,12, 13 / Rzeźnicka 1, 14, 15, 16, 17, 18 nie istnieje, 19, z XVII/XVIII wieku
- dom, ul. Strażacka 8, z XIX wieku
- dom, ul. Targowa 1, z XIX wieku, nie istnieje
- dom, ul. Wolsztyńska 19, z początku XX wieku
- domy – kamieniczki, pl. Zamkowy 2 (dec. ul. Jedności Robotniczej), z 1679 roku, 2 (d. 3), 3 (d. 5), 4 (d. 7), 9, 10 (d. 8), 14 z reliktami dawnego zamku, renesansowe z połowy XVII wieku, XIX wieku
- wiatraki I, II, przy drodze do Wolsztyna, XIX wieku, nie istnieją

inne zabytki:
- cmentarz żydowski

## Pomniki

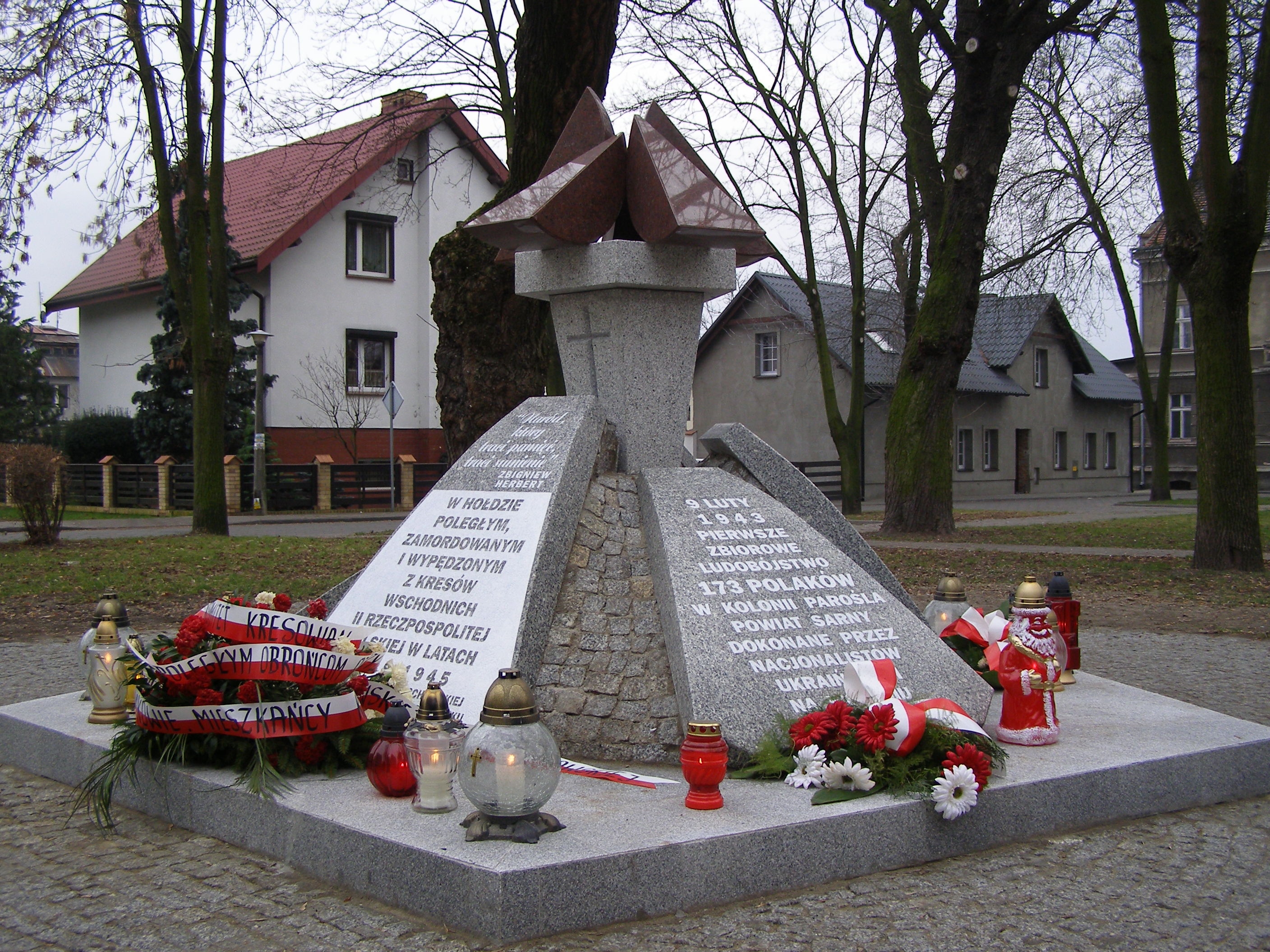
Pomnik Kresowian we Wschowie

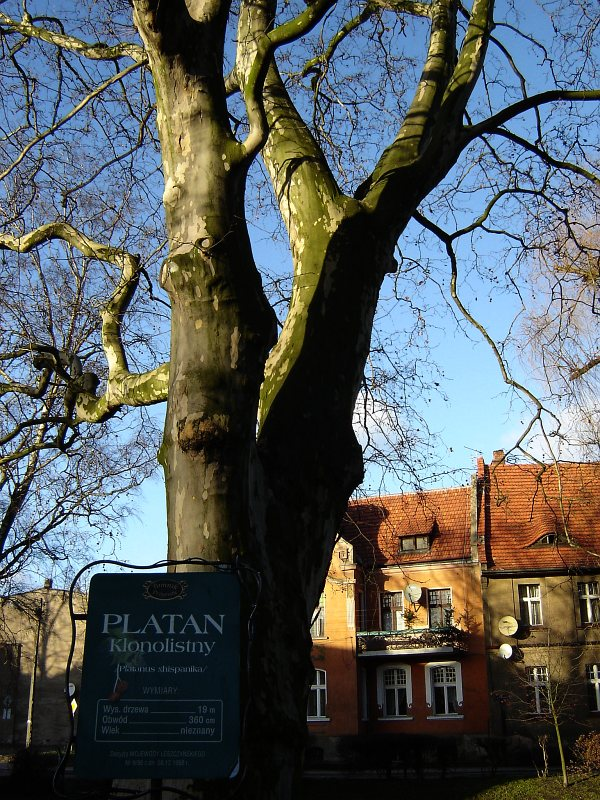
Platan klonolistny

- Pomnik Ofiar Wojny przy ul. Łaziennej
- Pomnik Kresowian przy placu Zielony Rynek
- Pomnik Związku Harcerstwa Polskiego przy placu Grunwaldu
- Pomnik byka Ilona
- Diana, pomnik Zofii Gorzeńskiej istniejący w latach 1906–1945, zrekonstruowany w 2012 roku.
- Pomnik upamiętniający 100-lecie odzyskania niepodległości przez Polskę przy cmentarzu parafialnymPomnik byka

Pomniki przyrody
- dęby szypułkowe przy alei Dębowej

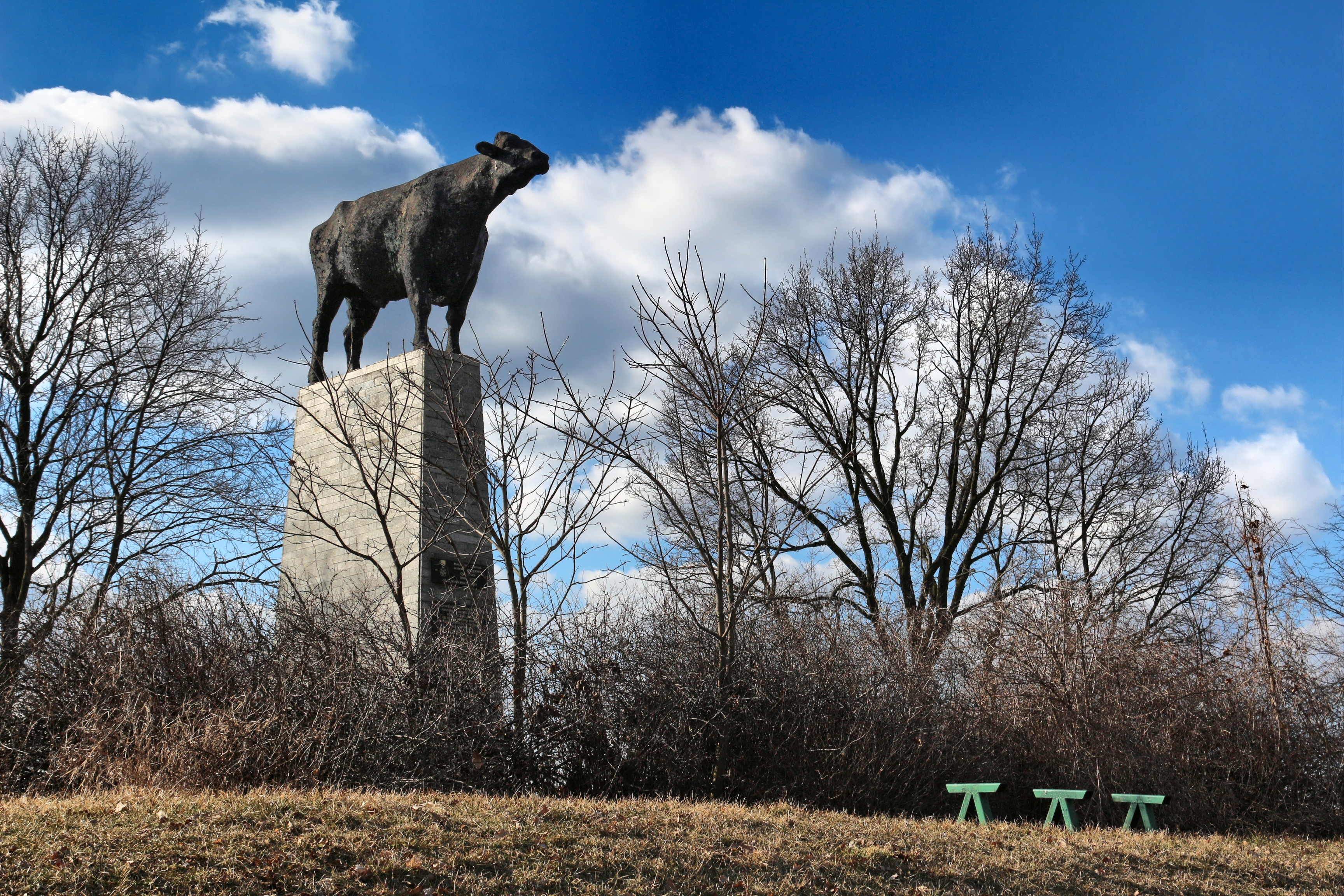
Pomnik byka

- platan klonolistny i wiąz szypułkowy przy alei J. Rogalińskiego
- dąb szypułkowy przy ul. Garbarskiej.

## Kultura
- Biblioteka Publiczna Miasta i Gminy Wschowa
- Muzeum Ziemi Wschowskiej
- Centrum Kultury i Rekreacji (powstały przez połączenie Domu Kultury oraz Ośrodka Sportu i Rekreacji)

## Edukacja
- Szkoła Podstawowa nr 1 im. Polskich Olimpijczyków
- Szkoła Podstawowa nr 2 im. Bohaterów Westerplatte
- Szkoła Podstawowa nr 3 im. św. Jana Pawła II[43]
- Zespół Szkół im. Stanisława Staszica
- I Liceum Ogólnokształcące z Oddziałami Dwujęzycznymi im. Tomasza Zana
- Szkoła Muzyczna I stopnia im. Karola Kurpińskiego
- Ośrodek Szkolno-Wychowawczy im. Janusza Korczaka
- Centrum Kształcenia Zawodowego i Ustawicznego

## Sport

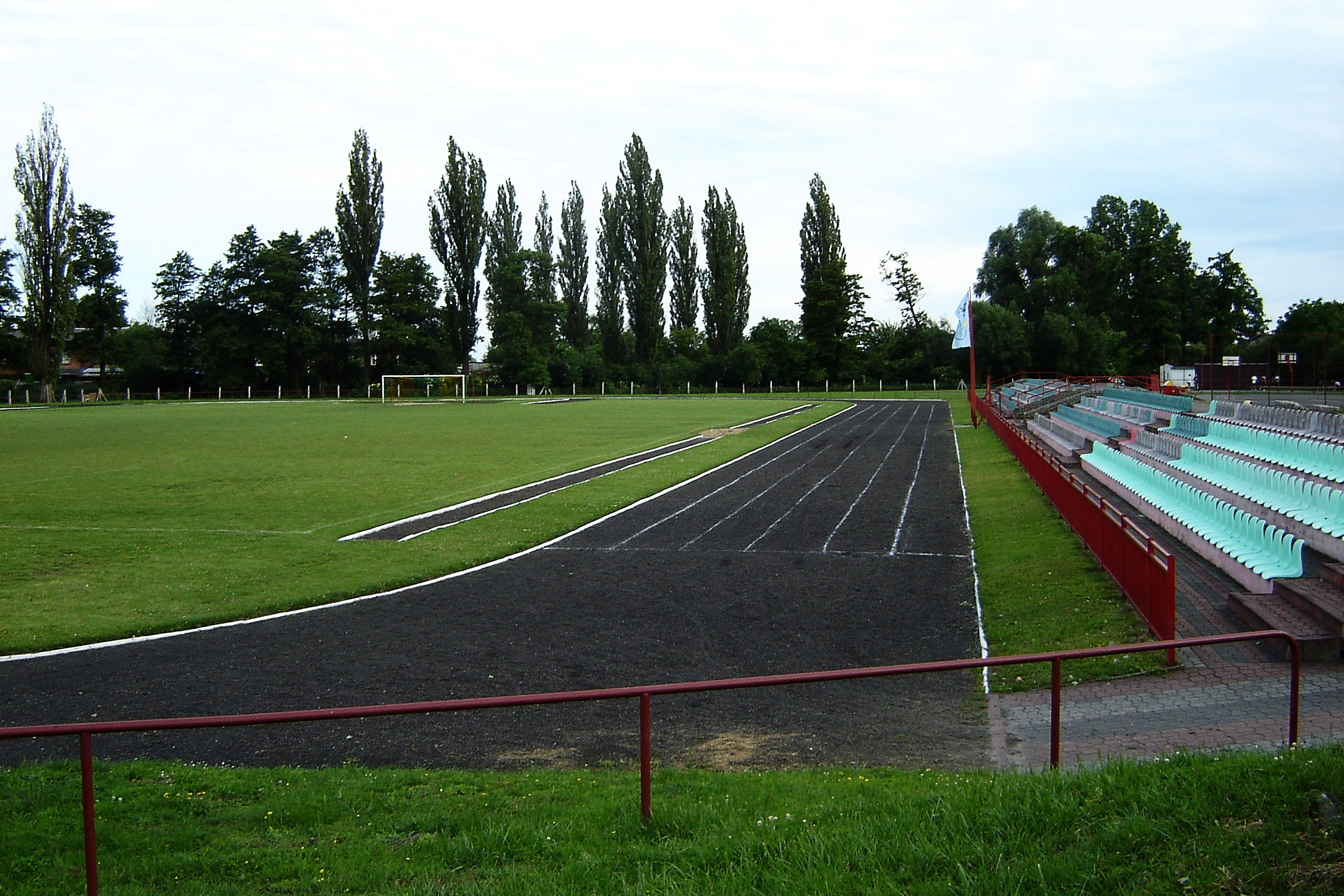
Stadion we Wschowie

Od 1953 roku we Wschowie funkcjonuje piłkarski Klub Sportowy „Pogoń” Wschowa, który występuje w zielonogórskiej klasie okręgowej. Zespół rozgrywa mecze na Stadionie CKiR we Wschowie.
Od 1978 roku istnieje klub szachowy „Hetman” Wschowa.
Wschowski Klub Motorowy założony w latach 80.
W 2008 roku powstał Wschowski Uczniowski Ludowy Klub Sportowy Korona Wschowa. Przez kilka lat w Koronie funkcjonowały sekcje koszykówki, piłki nożnej, akrobatyki, tenisa stołowego, siatkówki. Przed rozpoczęciem rundy wiosennej sezonu 2017/18 zarząd Korony wycofał zespół seniorów z Klasy Okręgowej i obecnie klub prowadzi tylko grupy młodzieżowe.

## Wspólnoty wyznaniowe

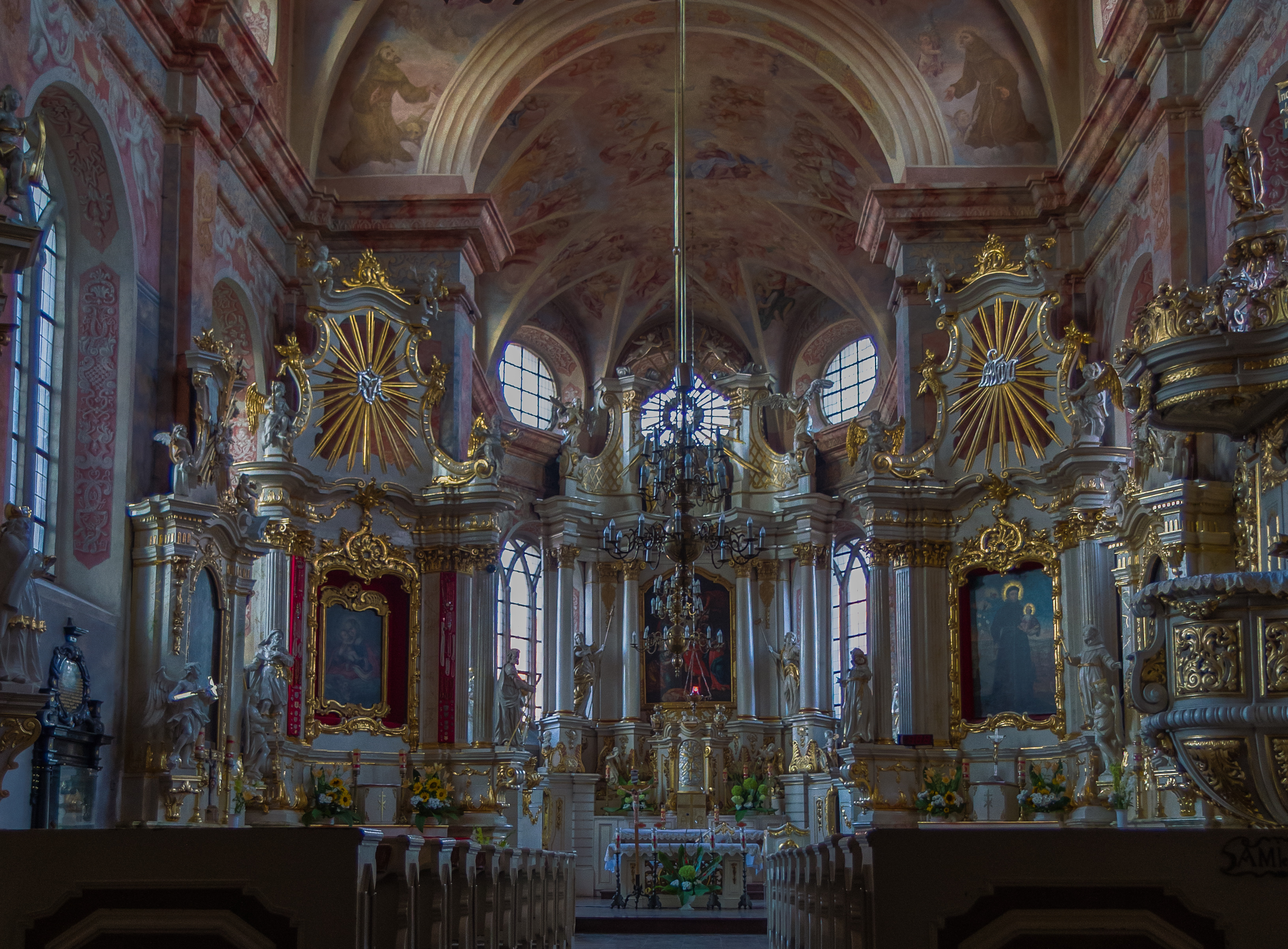
Wnętrze kościoła franciszkanów

### Kościół rzymskokatolicki
- Parafia św. Jadwigi Królowej we Wschowie[44]
- Parafia św. Stanisława Biskupa i Męczennika we Wschowie[45]
- Parafia św. Józefa we Wschowie[46]

### Świadkowie Jehowy
- Zbór Wschowa (Sala Królestwa)[47]

## Transport

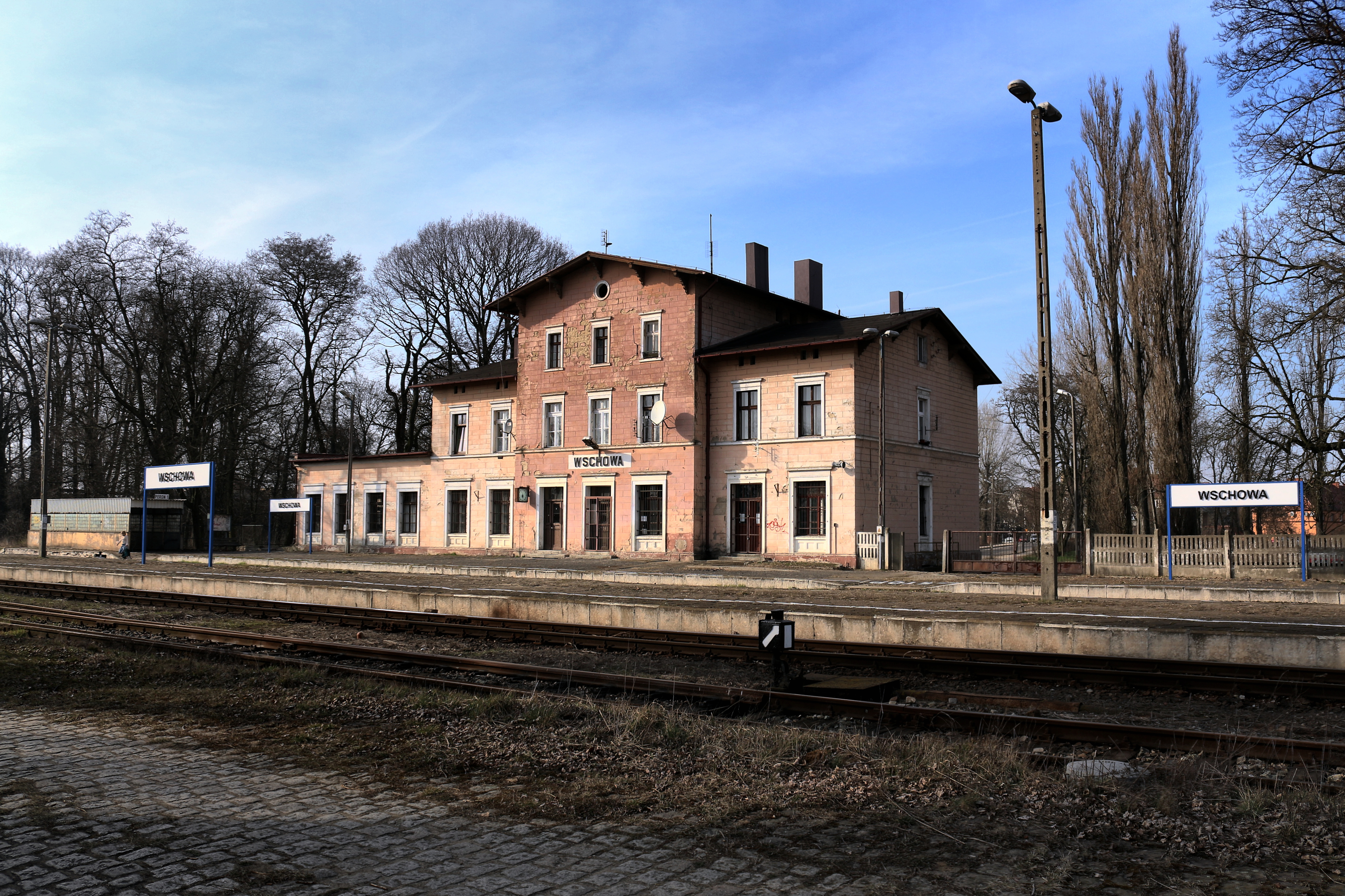
Stacja kolejowa Wschowa

- Łęknica – Dorohusk: DK12
- Sulechów – Wschowa: DW278
- Nowy Tomyśl – Wroniniec: DW305

## Klimat (1979–2013)
| Miesiąc                                 | Sty   | Lut   | Mar   | Kwi  | Maj  | Cze  | Lip  | Sie  | Wrz  | Paź  | Lis   | Gru   | Roczna |
| --------------------------------------- | ----- | ----- | ----- | ---- | ---- | ---- | ---- | ---- | ---- | ---- | ----- | ----- | ------ |
| Rekordy maksymalnej temperatury [°C]    | 15.1  | 18.5  | 22.0  | 30.0 | 31.1 | 35.8 | 36.9 | 37.4 | 30.2 | 26.2 | 18.0  | 14.7  | 37,4   |
| Średnie temperatury w dzień [°C]        | 1,8   | 3,1   | 8,0   | 14,2 | 19,7 | 22,3 | 24,4 | 24,2 | 19,1 | 13,6 | 6,8   | 3,1   | 13,4   |
| Średnie dobowe temperatury [°C]         | -1,0  | -0,2  | 3,6   | 8,7  | 13,8 | 16,6 | 18,6 | 18,2 | 13,8 | 9,0  | 3,8   | 0,5   | 8,8    |
| Średnie temperatury w nocy [°C]         | -3,9  | -3,5  | -0,2  | 3,3  | 7,9  | 11,0 | 13,0 | 12,6 | 9,0  | 4,9  | 0,9   | -2,1  | 4,4    |
| Rekordy minimalnej temperatury [°C]     | -27.0 | -23.3 | -17.2 | -6.9 | -3.2 | 2.0  | 4.5  | 4.3  | 0.4  | -6.3 | -12.3 | -19.9 | −27,0  |
| Opady [mm]                              | 34    | 31    | 37    | 31   | 45   | 54   | 77   | 64   | 41   | 31   | 36    | 40    | 521    |
| Średnia liczba dni z opadami            | 10    | 9     | 9     | 6    | 9    | 10   | 11   | 10   | 8    | 7    | 9     | 10    | 108    |
| Źródło: Na podstawie 35-lecia 1979–2013 |       |       |       |      |      |      |      |      |      |      |       |       |        |

## Współpraca międzynarodowa
- Delatyn
- Aizkraukle